# 業務連絡。拜託了，片山部長！ in埼玉超級競技場

業務連絡。拜託了，片山部長！ in埼玉超級競技場

業務連絡。拜託了，片山部長！ in埼玉超級競技場（日语：業務連絡。頼むぞ、片山部長！ in さいたまスーパーアリーナ）是日本組合AKB48在2012年3月23-25日於埼玉超級競技場舉行的演唱會。

## 第1日

### 曲目
1. overture
2. GIVE ME FIVE!
3. 第一隻兔子
4. 少女們
5. Everyday、髮箍
6. 初日 - Team A
7. Only today - Team A
8. 呀喝K! - Team K+大森
9. 化作滚石吧 - Team K+大森
10. AKB参上! - Team B+伊豆田
11. Team B推 - Team B+伊豆田
12. 跑吧！企鵝 - Team 4
13. 纯情U-19 - NMB48
14. 單戀Finally - SKE48
15. Lost the way - DiVA
16. 沙灘的櫻桃 - 島崎・大島涼・高島・篠崎
17. 無人車站 - 岩佐
18. 曲終人盡 - 柏木・山内・岛田・仁藤
19. 夜風的惡作劇 - 小嶋阳
20. 纯情主义 - 高桥み・松井玲・河西
21. 口对口的巧克力 - 篠田・峯岸・高城
22. 破浪刨冰 - Not yet
23. Dear J - 板野友美
24. Flower - 前田敦子
25. 少年喲 說謊吧！ - 走廊奔跑隊7
26. 無限重播 - JKT48
27. 驚喜之淚！ - HKT48
28. 青春的說唱時間 - NMB48
29. 1！2！3！4！ 請多關照！ - SKE48
30. 毫不認輸Congratulation - SDN48
31. 孤独的跑者 - SDN48
32. 大聲鑽石 - AKB研究生
33. Beginner
34. 風正在吹
35. RIVER - 13期研究生
36. Maybe是藉口
37. 飛翔入手
38. 馬尾與髮圈
39. 機尾雲
40. 为了谁

安可曲
1. Gugutasu的天空
2. 想见你
3. 因為有你在
4. 無限重播

## 第2日

### 曲目
1. overture
2. 崇尚麻里子
3. 因為喜歡你
4. 第一隻兔子
5. 大聲鑽石
6. Everyday、髮箍
7. 雨中動物園 - 大場・佐々木・木崎・木本・福本・與儀・兒玉・松岡
8. 制服的抵抗 - 渡辺美・松井珠・加藤
9. 睡衣兜风 - 川栄・島崎・高橋朱
10. 來一塊糖果 - 高城亞樹・板野友美・横山由依
11. 同步心跳 - 渡辺麻友
12. 燃燒路線 - 宮澤佐江・柏木由紀
13. 翡翠色的沙灘裙 - SKE48
14. 萬歲Venus - SKE48
15. 絕滅黑髮少女 - NMB48
16. Oh My God! - NMB48
17. 就是喜歡妳 - 指原莉乃
18. 鏡中的聖女貞德 - 佐藤亜美菜・北原里英・高橋みなみ・倉持明日香・大家志津香
19. 無望之淚 - 小嶋陽菜・篠田麻里子
20. Dear J - 大島優子
21. 初恋は実らない - Team 4
22. High school days - Team 4＆10～12期研究生
23. 誠實的人 - Team B+伊豆田
24. 大家一起來 - Team B+伊豆田
25. RESET - Team K+大森
26. 可以做你的女友嗎? - Team K+大森
27. 正在恋爱中 - Team A
28. 與核桃對話 - Team A
29. 手牵手 - HKT48
30. 想见你 - JKT48
31. 妳正在看著夕陽嗎？ - 第3屆總選舉1～9名
32. 單戀Finally - SKE48
33. 纯情U-19 - NMB48
34. 我的太陽 - 非選拔成員
35. RIVER
36. 風正在吹
37. Beginner - 13期研究生
38. Maybe是藉口
39. 飛翔入手
40. 馬尾與髮圈
41. 機尾雲
42. 少女們

安可曲
1. NEW SHIP
2. 仲夏的Sounds good！
3. 不能擁抱你 - 第3屆總選舉Under Girls (小林香 代平嶋)
4. 为了谁
5. 無限重播
6. GIVE ME FIVE!

## 第3日

### 曲目
1. overture
2. 無限重播
3. GIVE ME FIVE!
4. 想见你
5. Only today
6. RUN RUN RUN - Team 4＆5名研究生(小林茉・名取・森川・サイード横田・平田)
7. 黄金中心  - Team 4＆10～12期研究生
8. 纯情U-19 - NMB48
9. 青春的說唱時間 - NMB48
10. 唔吼大遊行 - Team K+大森
11. ALIVE - Team K+大森
12. 無人車站 - 渡辺麻
13. 就是喜歡妳 - 松井珠
14. 同步心跳 - 指原
15. Pedicure day - no3b
16. 初日 - Team B+伊豆田
17. 劇場的女神 - Team B+伊豆田
18. 心型病毒 - 加藤・松井玲・藤江
19. Bird - 山本・高橋み・高柳
20. 黑色天使 - 秋元・篠田・宮澤
21. 天使的尾巴 - 石田・菊地・河西 / 中村・大場・武藤 / 小森・前田亞・佐藤す / 阿部・永尾・藤田 / 仲俣・市川・相笠
22. 最初的Mail - French Kiss
23. 蟲之敘事詩 - 板野
24. 禁忌的2人 - 前田敦・大島
25. 裙襬飄飄 - 岩田・入山・島崎・竹内・田野・小嶋菜・光宗
26. 因為喜歡你 - JKT48
27. 情歌般的下課鈴 - HKT48
28. Pioneer - Team A
29. BINGO! - Team A
30. 單戀Finally - SKE48
31. 翡翠色的沙灘裙 - SKE48
32. 妳正在看著夕陽嗎？ - 第3屆總選舉1～9名
33. 大聲鑽石 - AKB研究生
34. 我的太陽 - 非選拔成員
35. Beginner
36. 風正在吹
37. RIVER - 13期研究生
38. Maybe是藉口
39. 飛翔入手
40. 馬尾與髮圈
41. 機尾雲

安可曲
1. 無限重播
2. Everyday、髮箍
3. 为了谁
4. 想见你

## DVD
- 「前田敦子 涙の卒業宣言！in さいたまスーパーアリーナ」DVD（2012年9月5日、AKS）